# Benito Carrasco (juez)
Benito Carrasco (Buenos Aires, 1815 - íd., 1871) fue un abogado y juez argentino, que llegó a ocupar el cargo de ministro de la Corte Suprema de Justicia de la Nación Argentina entre 1862 y 1871.

## Biografía
Era hijo del médico Pedro Buenaventura Carrasco. Estudió en la ciudad de Buenos Aires, donde se doctoró en jurisprudencia en la Universidad de Buenos Aires en 1837, con una tesis sobre Derecho de sucesión.
Tenía muchas conexiones entre los jóvenes románticos de la época, por lo que se lo consideró sospechoso de participar en la conspiración del coronel Ramón Maza; pasó varios meses preso antes de evadirse y emigrar a Montevideo. Participó en la defensa en la época del sitio de Montevideo, después de lo cual obtuvo su diploma de abogado en la Academia de Jurisprudencia del Estado Oriental del Uruguay. En 1843 se trasladó a Santa Catarina, en el Brasil, donde enseñó en escuelas y a hijos de familias locales pudientes, entre otras materias dibujo, en la que era hábil. Se casó con una de sus alumnas, hija del gobernador de la provincia de Santa Catarina, Antero José Ferreira de Brito, primer y único barão de Tramandaí,. Más tarde residió en Río Grande y Pelotas.
Regresó a Montevideo en 1851, tras el levantamiento del sitio; de allí pasó a Buenos Aires, pocos días después de la batalla de Caseros, en febrero de 1852. Fue oficial mayor del Ministerio de Instrucción Pública, para después viajar a Santa Fe. Regresó a Buenos Aires tras la revolución del 11 de septiembre de 1852, para colaborar un tiempo en la defensa contra el sitio de Buenos Aires. Luego se dedicó a la abogacía en forma privada.
En 1855 fue nombrado asesor de la Cámara de Comercio, luego juez de primera instancia en el fuero civil, y dos años más tarde Juez del Superior Tribunal de Justicia del fuero criminal.
En 1858 fue elegido diputado provincial, y dos años más tarde formó parte de la Comisión revisora de la Constitución Nacional. Permaneció como diputado provincial hasta mediados de la década de 1860.
En octubre de 1868 fue nombrado  ministro de la Corte Suprema de Justicia de la Nación, en reemplazo de José Benjamín Gorostiaga. Su actuación fue considerada innovadora, aunque no se alejaba de las doctrinas liberales y conservadoras de sus compañeros de la Corte.
Falleció en abril de 1871, víctima de la epidemia de fiebre amarilla en Buenos Aires. Fue reemplazado por el mismo Gorostiaga cuyo sitial había ocupado.